# Kalindoia
Kalindoia (en grec ancien : Καλίνδοια) est une ancienne cité grecque de la région de Bottiée du Nord, en Macédoine centrale, dans l'actuel district régional de Thessalonique. Le site se trouve situé au sud du lac Bolbé, à 55 km à l'est de Thessalonique, à 2,5 km au sud de Kalamotón et à 6 km à l'est de Zanglivéri. Il n'a été identifié qu'à la fin du XXe siècle.
La cité a donné son nom en 1926 à un village de l'actuel dème (municipalité) de Kilkis, souvent appelé Kalindria, ainsi qu'à un ancien dème ayant existé de 1997 à 2010 et devenu un district municipal du dème de Langadás.

## Histoire

### Fondation
Des Grecs ont pris possession des lieux au VIIe siècle avant notre ère sans que l’on connaisse la date précise de leur installation. On en a connaissance par une inscription d'un pacte d'alliance entre Athènes et certaines cités de Bottiée dont Kalindoia, datée de 422 av. J.-C. et retrouvée sur l'Acropole d'Athènes. En 421 av. J.-C., une autre inscription mentionne la cité sur la liste des contributions des alliés. La cité est également mentionnée en -360/-359 dans la liste des théarodoques d'Épidaure, c'est-à-dire de ces hommes, parfois étrangers, chargés de l'honneur d'accueillir et d'aider matériellement et moralement les théores ; sur cette liste d'Épidaure, un dénommé Pausanias est théarodoque de Kalindoia. Il est probablement le prétendant au trône de Macédoine qui a trouvé refuge dans la ville.
Kalindoia était connue dans l'antiquité comme ayant été fondée par des Grecs venant de Bottiée, une région de l'ancienne Macédoine située sur la rive droite de l'Axios. Sa population était composée d'un grand nombre de métis et cette tribu vivait paisiblement avec des Thraces, installés là bien avant eux. La cité s'étendait jusqu'aux deux tumulus surplombant le site, ainsi que dans la plaine alentour où coule la rivière Vismouras, au pied de la plus petite des collines. Cet endroit révéla un site préhistorique. L'autre colline fut habitée au début de la période archaïque. La cité prit son essor progressivement, à l'époque classique, hellénistique et connut son apogée à l'époque romaine. Ses institutions sont inscrites dans le marbre ; elle avait un Conseil (Boulè) et une Assemblée du Peuple (Ecclesia).
La ville a en outre été un membre de la Ligue de Délos parmi les villes de Mygdonie ; le géographe grec Claude Ptolémée a écrit que cette cité fait partie de celles de Mygdonie (région qui en 432 av. J.-C. entourait le lac Bolbè), mais cette indication est sujette à caution.

### Période romaine
Après la défaite du roi Persée face aux Romains à Pydna en -168, la Macédoine est démembrée ; en 146 av. J.-C. elle devient la province romaine de Macédoine.

## Historique des fouilles
C'est en 1961 que fut menée la première fouille de sauvetage à l'ouest de la cité antique par l’archéologue Photini Zaphiropoulou. Il s'agissait de trois tombes romaines faites à partir d'éléments architecturaux de récupération avec des morceaux portant des inscriptions. Une statue sans tête, dite Thorakophore - « Homme à la cuirasse » - qui se trouvait sur la place du village y fut déménagée en direction du Musée archéologique de Thessalonique, au grand mécontentement des habitants de Kalamotón. La tête de cette statue fut retrouvée en 2010.
- 1983 - Sous la direction de K. Sismanidis, l'archéologue responsable de la région, six sondages furent mis en chantier permettant la découverte de murs d'édifices allant du IVe siècle av. J.-C. jusqu'à l'époque romaine. C'est dès le premier jour la découverte dans le secteur 1 de la fameuse Inscription de Kalindoia[3] ; il s'agit d'une inscription sur une stèle sans doute érigée en 323 av. J.-C., dédiée au dieu Apollon et donnant la liste des prêtres d'Asclépios « depuis l'époque où le roi Alexandre donna aux Macédoniens Kalindoia et les villages des alentours, appartenant au territoire de Thamiskos, Kamakai et Tripoiai »[4].
- 1992 - Trois autres sondages furent effectués, le premier en haut du tumulus préhistorique et le second sur l'autre colline, le troisième dans la plaine au nord. Il ressort de ces sondages que le site fut habité continuellement de la fin du Néolithique jusqu'à la période romaine.
- 2000 - À la suite d'un pillage, une grande tombe construite en dur et comportant deux chambres fut fouillée, située à 2 km au nord-est de la cité antique et d'une architecture unique. Cette sépulture a reçu les corps d'une famille pendant tout le IVe siècle. Elle comporte deux étages et la plus luxueuse chambre funéraire était cachée sous une autre identique en dimensions.

### Sébastéion
Depuis 2003, des fouilles sont réalisées dans un édifice public romain, situé vers le centre de la cité : le Sébastéion. Il fut en usage depuis la fin du Ier siècle avant notre ère et jusqu’au milieu du IIIe siècle. Il est de taille impressionnante et d'une importance exceptionnelle. Les fouilles ont permis de découvrir à ce jour douze salles. Les trois premières étaient dédiées au culte impérial, les autres ayant des fonctions différentes : salles de banquets, Bouleutérion, exèdre avec des statuts, boutiques, hérôon.
Ce temple, fouillé en dernier, est un des plus grands dans ce genre et un des premiers en date. Situé à 100 m à l'ouest des tumulus, il a été découvert à la suite d'un profond labour qui laissa apparaître des éléments d'architecture en marbre, ce qui ne laissa aucun doute sur l'importance des lieux. Ce temple présente un complexe rectiligne de plus de 100 mètres de long, formé de 12 salles contiguës de 8 à 9 mètres de largeur chacune. Elles présentent en plus du mur arrière, la façade de l'édifice orientée à l'est et le long de laquelle sont érigées de façon irrégulière trente bases orthogonales de marbre dont certaines ornées de moulures et qui supportaient des statues en marbre selon toute vraisemblance. De nombreuses parties de celles-ci furent retrouvées dans les fouilles : bras, têtes, jambes.

## Culte
Le culte impérial fut pratiqué très tôt dans la cité. On le connaît grâce à une inscription du Ier siècle av. J.-C., un décret honorifique découvert sur le site en 1972. Un seconde découverte vint confirmer la première en 2006 : une inscription votive indique comme la précédente que ce temple était dédié à Zeus, à Roma et à l'Empereur.
À Kalindoia sont établis les cultes de l'Empereur, de Zeus, de Roma (déesse), d'Apollon, Pythios, Artémis, Hégémone, Asclépios, Hermès et Dionysos. Une dédicace à Asclépios est datée par le prêtre à la même divinité, introduisant l’existence probable à Kalindoia d'une prêtrise éponyme, comme il en existe dans d'autres cités de Macédoine (par exemple à Amphipolis et à Pella).

## Mobilier
On trouva fortuitement au cours de labours de très nombreuses statues, inscriptions, stèles, éléments d'architecture, monnaies et figurines.
- Stèle en marbre portant en inscription la liste des prêtres d'Asclépios et Apollon en 323-303 av. J.-C. (Musée archéologique de Thessalonique)
- Époque romaine - Deux statues acéphales d'hommes vêtus d’himation et tenant des rouleaux de papyrus[8]
- 86 - Plaque de marbre portant la dédicace de Flavia Mysta et de ses enfants[8]
- 88 - Plaque de marbre portant la dédicace d'Arridaios, prêtre de Zeus, de Rome et du culte impérial, de Kotys et de Sopatros, qui ont financé l'érection de l'exèdre, du Bouleutérion et du portique de la Cité de Kalindoia, datée de 88 ap. J.-C.[8].
- Ier siècle - Tête de marbre d'une statue d'Auguste (Deuxième moitié du Ier siècle)[8]
- Ier siècle - Tête de femme en marbre, attribuée à Flavia Mysta, seconde partie du Ier siècle ap. J.-C.
- IIe siècle - fin du Ier siècle, début du IIe siècle ap. J.-C. Tête d'une statue de Méléagre.